# Moto Guzzi Zigolo
Die Moto Guzzi Zigolo [ˈd͡ziɡolo] ist ein Leichtkraftrad mit Zweitaktmotor des italienischen Herstellers Moto Guzzi, das von 1953 bis 1965 in Mandello del Lario gebaut wurde. Mit knapp 130.000 produzierten Einheiten war das Modell erfolgreich. Der Name „Zigolo“ bezeichnet im Italienischen einige Vogelarten der Gattung Ammern, z. B. die Zaunammer (Zigolo nero).

## Geschichte

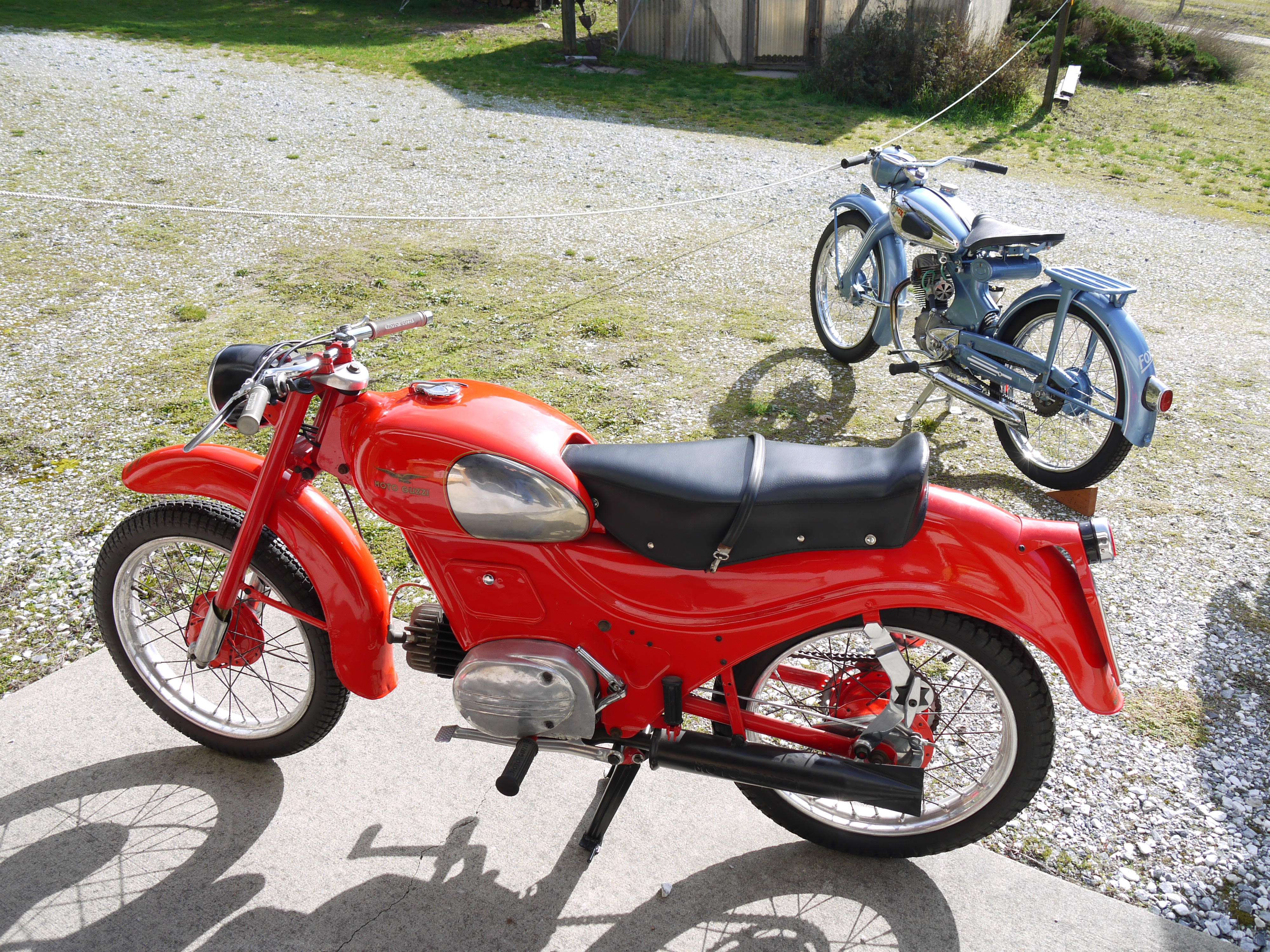
Zigolo Lusso mit 2er-Sitzbank (1954–1957)

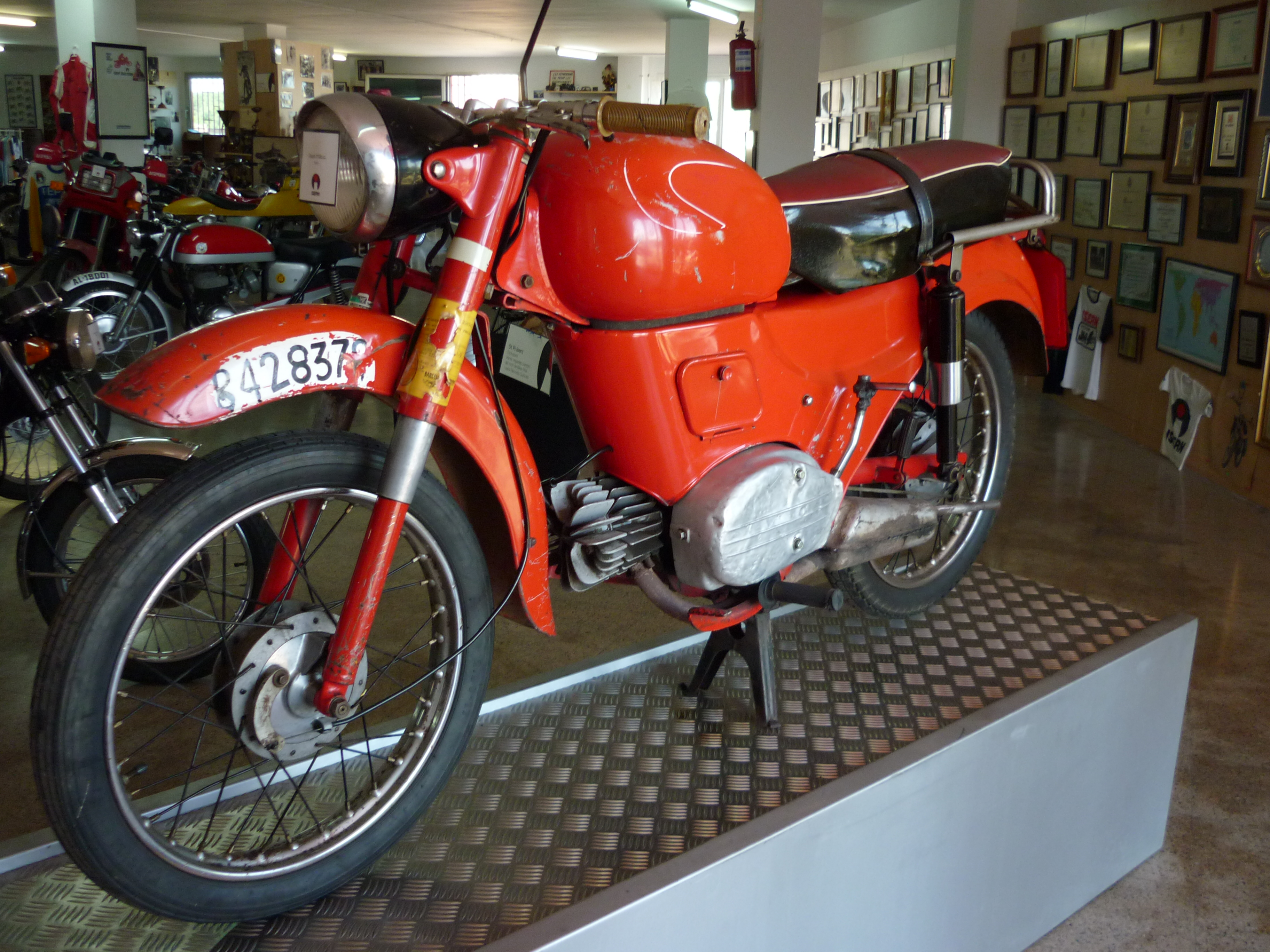
Zigolo 110 mit hydraulischer Stoßdämpfung (1960–1965)

Im italienischen Markt war das Leichtkraftrad Motoleggera 65 „Guzzino“ mit Zweitaktmotor seit 1946 synonym für erschwingliche Mobilität und deshalb erfolgreich. Für Moto Guzzi war deren margenstarker Umsatz finanziell wichtig. Um das aufkommende Marktbedürfnis nach moderneren, leistungsstärkeren Leichtkrafträdern zu erfüllen und die Lücke zum nächstgrößeren Modell, dem Motorroller Galletto mit 160-cm³-Viertaktmotor, zu schließen, wurde 1950 die Entwicklung der Zigolo begonnen und mit deren Einführung 1953 die Zweitakt-Produktlinie nach oben erweitert. Sie sah mehr wie ein Motorrad aus als die Motoleggera, war aber sehr einfach ausgestattet, u. a. bei Rahmen und Radaufhängung. Verantwortlich für die technische Entwicklung waren die Moto-Guzzi-Ingenieure Antonio Micucci und Carlo Bacchi.
Bei der Markteinführung war die Zigolo, um ihre Zweckmäßigkeit zu unterstreichen, nur in einer Farbe erhältlich: komplett grau lackiert – sogar die Felgen – und ohne Chrom. Hintere Reibungsdämpfer und Schalldämpfer liefen schnell blau an. Angeboten war sie nur als Einsitzer mit Einzelsattel. Für 1954 war zuerst eine leistungsstärkere Variante Zigolo Sport mit 6,8 PS Nennleistung, 100 km/h Höchstgeschwindigkeit und Zweiersitzbank geplant und mit Prospekten bei den Händlern angekündigt worden. Stattdessen kam die Zigolo Lusso (auf Deutsch: Luxus) mit roter Lackierung, verchromtem Tank, kleineren Rädern und Zweiersitzbank. Der Antrieb blieb dabei unverändert.
Wie wichtig die kleinen Modelle für Moto Guzzi in der Mitte der 1950er Jahre waren, unterstreichen die Verkaufszahlen des Jahres 1954: von insgesamt ca. 40.000 verkauften Einheiten entfielen rund 37.000 auf die kleinen Modelle Cardellino, Galletto und Zigolo, aber nur knapp 3000 auf die Airone und einige Hundert auf die Falcone.
Das Geschäftsjahr 1957 endete für Moto Guzzi mit großen finanziellen Schwierigkeiten (weshalb sich das Unternehmen nach der Rennsaison 1957 im Einvernehmen mit den anderen großen italienischen Herstellern Gilera und F.B Mondial aus dem Rennsport zurückzog, siehe: Rückzug italienischer Hersteller aus der Motorrad-Weltmeisterschaft 1957). Um die Verkaufszahlen zu steigern, wurde für 1958 unter anderen die Zigolo zur Zigolo Serie II überarbeitet. Unter anderem wurden Zylinder und Zylinderkopf umkonstruiert (erkennbar an der konischen Kühlrippen-Hüllfläche) und die Trommelbremsen auf die ganze Nabenbreite vergrößert. Die Nennleistung stieg um 15 % auf 4,6 PS, was eine Höchstgeschwindigkeit von 80 km/h ermöglichte.
1960 kam mit der Zigolo 110 die letzte Version. Vorder- und Hinterradfederung sind hydraulisch gedämpft, der Schalldämpfer als Topf unterhalb der Schwinge moderner ausgeführt, die Vorderbremse verbessert. Trotz der Hubraumvergrößerung um 12 % und des gesteigerten Drehmoments ist die Nennleistung etwas niedriger als bei der Zigolo II. Auch die Höchstgeschwindigkeit liegt wegen des unveränderten, überforderten Dreiganggetriebes nicht höher. Obwohl das Motorrad im damaligen italienischen Heimatmarkt etwas unscheinbar war, dominierte die Zigolo die Moto-Guzzi-Verkaufszahlen 1960 maßgeblich.
Diese Rolle übernahm nach und nach die neueingeführte Stornello mit Viertaktmotor. Ende 1965 wurde nach einem dramatischen Geschäftsjahr die Produktion der Zigolo und Lodola ohne Nachfolgemodell eingestellt, Bestände wurden bis Ende 1966 abverkauft. Ende Februar 1966 kam Moto Guzzi unter Gläubigerschutz und unter Kontrolle von IMI (Istituto Mobiliare Italiano).
| Jahr                    | 1953    | 1954    | 1955    | 1956    | 1957    | 1958    | 1959    | 1960    | 1961    | 1962    | 1963    | 1964    | 1965    |
| ----------------------- | ------- | ------- | ------- | ------- | ------- | ------- | ------- | ------- | ------- | ------- | ------- | ------- | ------- |
| Anzahl Zigolo, Z. Lusso | 6.107   | 14.793  | 15.800  | ?       | ?       | –       | –       | –       | –       | –       | –       | –       | –       |
| Anzahl Zigolo II        | –       | –       | –       | –       | –       | ?       | ?       | –       | –       | –       | –       | –       | –       |
| Anzahl Zigolo 110       | –       | –       | –       | –       | –       | –       | –       | 12.310  | 10.900  | 6.500   | 10.484  | 8.075   | 1.925   |
| Gesamtanzahl            | 129.771 | 129.771 | 129.771 | 129.771 | 129.771 | 129.771 | 129.771 | 129.771 | 129.771 | 129.771 | 129.771 | 129.771 | 129.771 |

## Konstruktion

### Antrieb
Der von Antonio Micucci entworfene fahrtwindgekühlte Einzylinder-Zweitaktmotor mit Drehschiebersteuerung und rund 98 bzw. 110 cm³ Hubraum unterscheidet sich erheblich von dem der Motoleggera 65: der Zylinder ist liegend (horizontal) und hat radiale Kühlrippen. Das Aggregat ist eine sogenannte „Unit“-Konstruktion: Kurbelwelle und Getriebe sind in einem gemeinsamen Gehäuse untergebracht. Ab 1958 und der Zigolo II ist die Zylinderlauffläche verchromt, das Verdichtungsverhältnis konnte dadurch um 25 % und die Nennleistung um 15 % gesteigert werden.
Das Gemisch wird je nach Version von unterschiedlichen Dell’Orto-Vergasern gebildet (siehe Datentabelle).
Alle Versionen haben eine über Seilzug betätigte Dreischeiben-Kupplung im Motoröl und ein Dreiganggetriebe mit Fußschalthebel auf der rechten Seite.
Der Kraftstofftank fasst 12 Liter bzw. 13,5 Liter bei der Variante Lusso, davon sind 1 bzw. 1,5 Liter Reserve. Der Benzinverbrauch wird mit 2,2 l/100 km nach CUNA angegeben. Der ab 1954 verchromte Auspuff befindet sich auf der linken Seite.

### Rahmen und Fahrwerk
Unter der mittragenden Blechkarosserie befindet sich ein Einrohrrahmen aus rundem Stahlrohr.
Bei den Versionen bis 1959 wird das Vorderrad durch eine ungedämpfte Teleskopgabel geführt. Hinten hat die Zigolo eine Rundrohr-Schwinge mit einem Gummielement zur Federung und zur Dämpfung die einstellbaren Guzzi-typischen Reibungsdämpfer vom Typ Andre-Hartford. Ab 1960 und der Zigolo 110 wird die Teleskopgabel hydraulisch gedämpft; die Schwinge hat zwei Federbeine mit ebenfalls hydraulischen Stoßdämpfern.

### Bremsanlage
Alle Zigolo-Versionen sind mit Trommelbremsen mit unterschiedlichen Funktionsabmessungen ausgestattet. Die Vorderradbremse wird mechanisch über einen Handbremshebel am Lenker und Seilzug betätigt, die Hinterradbremse über einen Bremsfußhebel auf der linken Seite und Gestänge.

### Technische Daten
| Variante              | Zigolo                                                   | Zigolo Lusso                                             | Zigolo II                                                | Zigolo 110                                 |
| Bauzeitraum           | 1953                                                     | 1954–1957                                                | 1958–1959                                                | 1960–1965                                  |
| Hubraum               | 98 cm³                                                   | 98 cm³                                                   | 98 cm³                                                   | 110 cm³                                    |
| Bohrung × Hub         | 50 × 50 mm                                               | 50 × 50 mm                                               | 50 × 50 mm                                               | 52 × 52 mm                                 |
| Verdichtung           | 6,0 : 1                                                  | 6,0 : 1                                                  | 7,5 : 1                                                  | 7,5 : 1                                    |
| Gemischaufbereitung   | Vergaser Dell’Orto MAF15B1                               | Vergaser Dell’Orto MAF15B1                               | Vergaser Dell’Orto MAF18B1                               | Vergaser Dell’Orto MAF18B1                 |
| Nennleistung          | 4 PS (2,9 kW)                                            | 4 PS (2,9 kW)                                            | 4,6 PS (3,4 kW)                                          | 4,2 PS (3,1 kW)                            |
| – bei Drehzahl        | 5200/min                                                 | 5200/min                                                 | 5200/min                                                 | 5200/min                                   |
| Radaufhängung vorn    | ungedämpfte Teleskopgabel                                | ungedämpfte Teleskopgabel                                | ungedämpfte Teleskopgabel                                | hydraulisch gedämpfte Teleskopgabel        |
| Radaufhängung hinten  | Schwinge, Gummifederelemente, „Hartford“-Reibungsdämpfer | Schwinge, Gummifederelemente, „Hartford“-Reibungsdämpfer | Schwinge, Gummifederelemente, „Hartford“-Reibungsdämpfer | Schwinge, hydraulisch gedämpfte Federbeine |
| Reifengröße vorn      | 19″ × 2,00″                                              | 17″ × 2,50″                                              | 17″ × 2,50″                                              | 17″ × 2,50″                                |
| Reifengröße hinten    | 19″ × 2,50″                                              | 17″ × 2,75″                                              | 17″ × 2,75″                                              | 17″ × 2,75″                                |
| Radstand              | 1240 mm                                                  | 1240 mm                                                  | 1240 mm                                                  | 1250 mm                                    |
| Leergewicht (trocken) | 75 kg                                                    | 75 kg                                                    | 77 kg                                                    | 78 kg                                      |
| Höchstgeschwindigkeit | ca. 76 km/h                                              | ca. 76 km/h                                              | ca. 80 km/h                                              | ca. 80 km/h                                |

Quellen: 